# О (река)
О (англ. Awe River) — река на западной окраине Грампианских гор в Шотландии (Великобритания), течёт по территории округа Аргайл-энд-Бьют. Вытекает с западной стороны северо-восточной оконечности озера Лох-О. Длина реки составляет примерно 5 км. Генеральным направлением течения является северо-запад. Впадает в бухту Лох-Этайв с северной стороны, возле населённого пункта Тейнулт. 
Вдоль реки проходит железнодорожная линия Уэст-Хайленд-Лайн и одна из основных автодорог Шотландии A85.